# Skyler Samuels
Skyler Rose Samuels (sinh ngày 14 tháng 4 năm 1994) là một diễn viên và người mẫu quốc tịch Hoa Kỳ. Cô nổi tiếng với các vai diễn trong một số sê-ri phim truyền hình như Wizards of Waverly Place, The Gates, The Nine Lives of Chloe King, hay Scream Queens.

## Đời tư
Gia đình Skyler Samuels có năm người con, ba anh em trai là Cody, Harrison, Jack; hai chị em gái là cô và một người nữa tên Heather. Bố của Skyler, ông Scott là một sĩ quan nhà nước, còn mẹ cô, bà Kathy là nhà sản xuất phim không kịch bản.
Năm 2015, nữ diễn viên xin bảo lưu học tập ở trường đại học Stanford để tham gia vào bộ phim Scream Queens. Cô trở lại trường vào tháng 1 năm 2016, sau đó tốt nghiệp khoa Marketing và Sở hữu trí tuệ tại đây vào tháng 6 cùng năm. Cô cũng là thành viên hội nữ sinh Kappa Alpha Theta của trường.

## Sự nghiệp
Skyler từng đảm nhiệm vai phụ Gertrude "Gigi" Hollingsworth trong phim Wizards of Waverly Place của kênh Disney. Sau đó cô tiếp tục xuất hiện trong các phim The Stepfather (2009) và Furry Vengeance (2010). Cô vào vai chính trong hai bộ phim bị hủy dự án sau mùa đầu tiên là The Gates (vai Andie Bates, đài ABC) và The Nine Lives of Chloe King (vai Chloe, đài ABC Family).

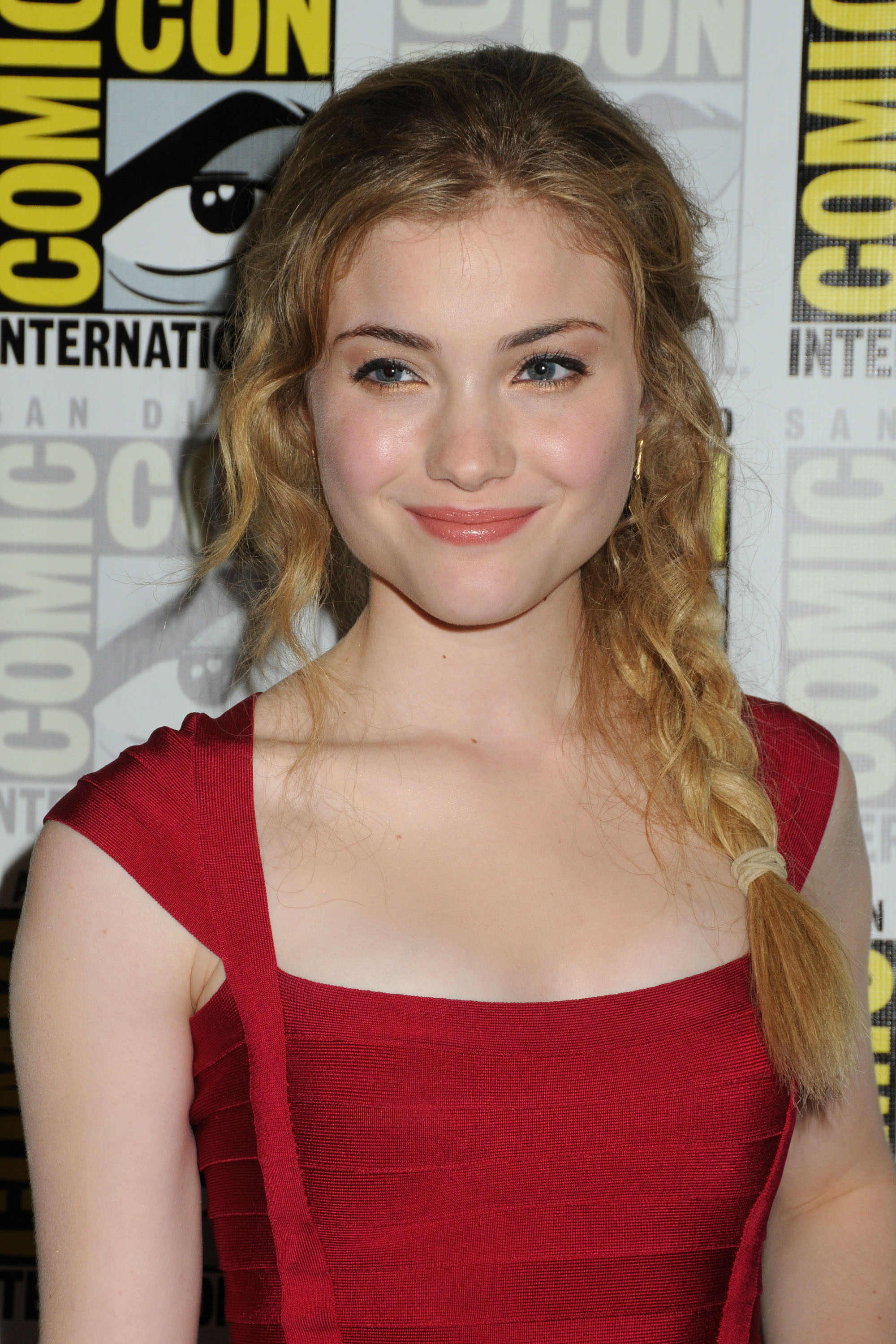
Samuels tại sự kiện Comic-Con năm 2011

Trong mùa thứ tư của sê-ri Truyện kinh dị Mỹ (American Horror Story, đài FX), Skyler vào vai phụ Bonnie Lipton. Cô tham gia phim hài điện ảnh The DUFF năm 2015 cùng với Mae Whitman và Bella Thorne. Cũng trong năm 2015, cô vào vai thứ chính, Grace trong mùa một bộ phim kinh dị Scream Queens (đài FOX).

## Danh sách phim

### Điện ảnh
| Năm  | Tên phim                                                 | Vai          | Ghi chú    |
| ---- | -------------------------------------------------------- | ------------ | ---------- |
| 2005 | Final Approach                                           | Mary Jo      | Phim video |
| 2005 | A Host of Trouble                                        | Maureen      | Phim ngắn  |
| 2005 | The Adventures of Big Handsome Guy and His Little Friend |              | Phim ngắn  |
| 2009 | The Stepfather                                           | Beth Harding |            |
| 2010 | Furry Vengeance                                          | Amber        |            |
| 2014 | Helicopter Mom                                           | Carrie       |            |
| 2015 | The DUFF                                                 | Jess Harris  |            |
| 2016 | Sharon 1.2.3.                                            | Sharon #3    |            |
| 2017 | Public Disturbance                                       | Kasey        | Hậu kỳ     |
| 2017 | The Last Virgin in LA                                    | Courtney     | Phim ngắn  |

### Truyền hình
| Năm       | Tên phim                             | Vai                | Ghi chú                             |
| --------- | ------------------------------------ | ------------------ | ----------------------------------- |
| 2004      | Drake & Josh                         | Ashley Blake       | Tập phim: "Little Diva"             |
| 2005      | The Suite Life of Zack & Cody        | Brianna            | Tập phim: "The Fairest of Them All" |
| 2005      | That's So Raven                      | Chrissy Collins    | Tập phim: "Goin' Hollywood"         |
| 2006      | Love, Inc.                           | Maureen            | Tập phim: "Arrested Development"    |
| 2007–2008 | Wizards of Waverly Place             | Gigi Hollingsworth | 3 tập                               |
| 2009      | Bless This Mess                      | Libby              | Phim truyền hình                    |
| 2010      | The Gates                            | Andie Bates        | Vai chính, 13 tập                   |
| 2011      | The Nine Lives of Chloe King         | Chloe King         | Vai thứ chính, 10 tập               |
| 2013      | Bloodline                            | Bird Benson        | Phim truyền hình                    |
| 2014      | Truyện kinh dị Mỹ: Gánh xiếc quái dị | Bonnie Lipton      | 4 tập                               |
| 2015      | Scream Queens                        | Grace Gardner      | Vai thứ chính mùa 1, 13 tập         |

## Giải thưởng
| Năm               | Giải thưởng          | Hạng mục                     | Tác phẩm | Kết quả |
| ----------------- | -------------------- | ---------------------------- | -------- | ------- |
| 2011              |                      |                              |          |         |
| Teen Choice Award | Choice Breakout Show | The Nine Lives of Chloe King | Đề cử    |         |
| Teen Choice Award | Choice Breakout Star | Chính mình                   | Đề cử    |         |